# Toulou Kiki
Toulou Kiki (Telawt Walet Bilal pour son nom touareg) est une comédienne et chanteuse touareg, née le 1er janvier 1983 à Agadez, au Niger.
Elle est membre du groupe de musique touareg Kel Assouf.
Elle est l'actrice principale du film Timbuktu d'Abderrahmane Sissako, sélectionné au Festival de Cannes 2014,.

## Filmographie
- 2014 : Timbuktu (ou Le Chagrin des oiseaux) d'Abderrahmane Sissako

## Discographie
Avec le groupe Kel Assouf
- 2010 : Tin Hinane
- 2016 : Tikounen